# Tapio Korjus
Tapio Korjus (né le 10 février 1961 à Vehkalahti) est un athlète finlandais, spécialiste du lancer du javelot.

## Biographie
Il fut l'un des meilleurs lanceurs de javelot de son pays durant les années 1980, mais n'acquit de reconnaissance internationale qu'en 1988.
Aux Jeux olympiques d'été de 1988, à Séoul, il fut en seconde position pendant presque toute la compétition, ne prenant la première place qu'avec le dernier lancer, avec un jet de 84,28m. La médaille d'argent revint au jeune Jan Železný, qui fut par la suite un des plus grands lanceurs de javelot de tous les temps.
Après ce triomphe, Korjus disparut rapidement de la scène internationale.
Une fois sa carrière achevée, il devint l'entraîneur d'autres athlètes, parmi lesquels Mikaela Ingberg.

## Palmarès

### Jeux olympiques d'été
- Jeux olympiques d'été de 1988 à Séoul  Corée du Sud:
  -  Médaille d'or en lancer du javelot.